# Ruta Nacional A002 (Argentina)
La Ruta Nacional A002 Autopista Teniente General Pablo Riccheri (Autopista Aeropuerto Ezeiza), coloquialmente conocida como la Riccheri, se extiende por 16 km (numerados del 14 al 30), enlazando la avenida General Paz con el aeropuerto internacional Ministro Pistarini, en Ezeiza. Comienza como continuación de la autopista Luis Dellepiane y continúa en dirección suroeste por los partidos bonaerenses de La Matanza, Esteban Echeverría y Ezeiza, siempre dentro del Gran Buenos Aires.
Junto con la autopista Ezeiza-Cañuelas, este camino es utilizado para unir el sudoeste bonaerense con la ciudad de Buenos Aires.

## Historia
Es la primera autopista construida en el país y fue inaugurada en 1948.
Los puentes estaban numerados a partir del inicio en la plaza mencionada. Hasta la actualidad se sigue mencionando el puente sobre el Camino de Cintura como Puente 12.
El 20 de junio de 1973 el Puente 12 (34°43′21″S 58°30′48″O / -34.722438, -58.513419) fue escenario del enfrentamiento entre los sectores de la izquierda y la derecha peronistas ante el regreso de Juan Domingo Perón a la Argentina. En los alrededores de un palco montado sobre el puente 12 se desencadenó la llamada masacre de Ezeiza.

## Cruces y lugares de referencia
A continuación se muestra un mapa esquemático de los principales accesos de esta autopista.
|  |  | RM |

|  | RMq | RMIco | RMq |

|  | CONTg | RM | CONTg |

|  | ABZgl+l | ABZglr + RM | ABZgr+r |

|  | KRZ | MWKRZu | KRZ |

|  | KRZ | MWKRZu | KRZ |

|  | ABZgl | ABZg+lr + RM | ABZgr |

|  | CONTf | RM |  |

|  |  | GRENZE |

|  |  | RM |

|  | STRq | RMIdo | STRq |

|  |  | RM |

|  |  | RMIhoaq | STRq |

| lDAMPF |  | SKRZ-Muq |  |

| exlDAMPF |  | exSKRZ-Muq |  |

|  |  | MWPETl |

|  |  | MWPETr |

|  | STRq | RMIo4 | STRq |

|  |  | RM |

|  | ABZq+r | RMIdo | ABZq+l |

|  | STR | RM | STR |

|  | ABZqlr | RMIdo | STRr |

|  |  | RM |

|  |  | MWPETl |

|  |  | RMTEEaq | STADIUM |

|  |  | RMoW |

|  |  | RMoW |

|  |  | RM |

|  | STRq | RMIcu | RMq |

|  |  | RM |

|  |  | RMTEEaq | STRq |

|  |  | RM |

|  |  | RMIcu |

|  |  | GRENZE |

|  |  |  |  |

|  |  | FLUG |

## Concesión

### Concesionaria
- 1948-1994: Dirección Nacional de Vialidad
- 1994-2017: Grupo AEC
- Desde 2017: Dirección Nacional de Vialidad

## Teléfonos útiles[3]
- Atención al cliente: 0800-999-9999
- Emergencias: 140